# Associação Atlética Guanabara
La Associação Atlética Guanabara fue un equipo de fútbol de Brasil que jugó en el Campeonato Brasileño de Serie A, la primera división de fútbol en el país.

## Historia
Fue fundado el 15 de agosto de 1959 en Brasília, capital nacional con el nombre Clube Esportivo Câmara dos Deputados luego de que varios funcionarios de la Cámara de Diputados de Río de Janeiro decidieran crear un club de fútbol que fuera de la capital de la nación.
Exactamente un año después el club adoptó el nombre Associação Atlética Guanabara y los colores del equipo fueron rojo y negro debido a que la mayoría de los integrantes del club eran seguidores del CR Flamengo del estado de Río de Janeiro con un diseño similar al del club carioca. Un día después la Federación Brasiliense hizo oficial la afiliación del club.
La primera competición oficial del club fue el Torneo Inicio en el mes de septiembre de ese año alcanzando las semifinales. En 1962 participa por primera vez en el Campeonato Brasiliense donde fue eliminado en la primera ronda. En 1964se hizo una reforma al Campeonato Brasiliense dividiéndolo en profesional y aficionado. Guanabara decidió continuar como equipo aficionado.
En ese año ganó el Campeonato Brasiliense por primera vez en su historia, con lo que clasificó por primera vez al Campeonato Brasileño de Serie A, su primera aparición en la primera división nacional.
Su aparición en la entonces llamada Taça Brasil fue corta ya que fue eliminado en la primera ronda de la zona sur por el Atlético Goianiense del estado de Goiás al perder ambos partidos por 0-2 y 2-4, finalizando en último lugar entre 22 equipos. Ese mismo año no pudo ratificar su condición de campeón y terminó perdiendo la final ante Pederneiras Esporte Clube.
Un año después gana el Campeonato Brasiliense por segunda ocasión venciendo en la final al Vila Matias Esporte Clube, aunque ahí iniciaron su crisis interna, comenzando con la idea de no participar en el Campeonato Brasileño de Serie A de 1967. En 1967 y 1968 el club se mantuvo alejado de las competiciones estatales aduciendo problemas con su sede para los partidos.
Su inactividad se mantuvo los siguientes tres años hasta que el 22 de junio de 1971 en una asamblea general fue aprobada la desaparición del Guanabara junto a otros equipos del estado. En total participó en cinco ocasiones en el Campeonato Brasiliense y dos en la segunda división estatal además de su única aparición en el Campeonato Brasileño de Serie A de 1965.

## Palmarés
- Campeonato Brasiliense: 2

1964, 1966
- Torneo Inicio de Brasilia: 1

1963
- Copa Eficiencia: 1

1965